# Gran Premio Miguel Indurain 2004
Il Gran Premio Miguel Indurain 2004, quarantottesima edizione della corsa e sesta con questa denominazione, si svolse il 3 aprile su un percorso di 189 km. Fu vinto dal tedesco Matthias Kessler della T-Mobile, che bissò il successo dell'anno precedente, davanti allo spagnolo Miguel Ángel Martín Perdiguero e all'italiano Daniele Righi.

## Ordine d'arrivo (Top 10)
| Pos. | Corridore                      | Squadra                    | Tempo    |
| ---- | ------------------------------ | -------------------------- | -------- |
| 1    | Matthias Kessler               | T-Mobile                   | 4h49'58" |
| 2    | Miguel Ángel Martín Perdiguero | Saunier Duval-Prodir       | s.t.     |
| 3    | Daniele Righi                  | Lampre                     | s.t.     |
| 4    | Ángel Vicioso                  | Liberty Seguros            | s.t.     |
| 5    | José Iván Gutiérrez            | Illes Balears-Banesto      | s.t.     |
| 6    | Fabian Wegmann                 | Gerolsteiner               | s.t.     |
| 7    | Jérôme Pineau                  | Brioches La Boulangère     | s.t.     |
| 8    | Jorge Ferrio Luque             | Costa de Almeria-Paternina | s.t.     |
| 9    | Vladimir Karpets               | Illes Balears-Banesto      | s.t.     |
| 10   | Alejandro Valverde             | Comunidad Valenciana-Kelme | s.t.     |